# Hospital Quirónsalud Miguel Domínguez
El Hospital Quirónsalud Miguel Domínguez es un hospital general privado situado en la ciudad española de Pontevedra, gestionado por el Grupo Hospitalario Quirónsalud. Está situado en pleno centro de la ciudad.

## Historia
Fue fundado en 1947 como clínica por el cirujano traumatólogo asturiano Miguel Domínguez Rodríguez en la calle Joaquín Costa. En un principio, el hospital se dedicaba en un 90% a la traumatología, pero poco a poco se fue profesionalizando y ampliando sus especialidades hasta convertirse en un hospital general. Funcionó como empresa familiar desde la inauguración de la clínica el 16 de julio de 1949 hasta 1996, año en el que se llevó a cabo la ampliación más importante, con la construcción del bloque correspondiente a la calle Castelao.
Se convirtió en hospital en el año 2000. Fue reinaugurado como tal el 1 de febrero de 2000, con la presencia del Presidente de la Junta de Galicia. En 2009, se convirtió en el Grupo Hospitalario Miguel Domínguez tras la fusión de tres instituciones privadas: el Hospital Miguel Domínguez, el Centro Policlínico Miguel Domínguez y la Clínica Médica La Merced. En 2011 incorporó al grupo hospitalario el Centro de Rehabilitación y Fisioterapia de la calle San Pedro de Alcántara.
El 16 de octubre de 2015, el grupo hospitalario privado Quirónsalud compró a la familia Domínguez el hospital principal del centro de la ciudad, así como el centro de especialidades policlínicas de la calle Castelao, el centro de rehabilitación y fisioterapia de la calle San Pedro de Alcántara y la clínica La Merced en Andurique (Poyo), muy cerca de la ciudad, que se convirtió en el Instituto de Neuro-rehabilitación, y que fue finalmente trasladado al Hospital Quirón en el centro de Pontevedra en enero de 2024.

## Descripción
El Hospital Quirón de Pontevedra tiene dos entradas, una por la calle Frei Xoán de Navarrete (entrada principal) y otra por la calle Castelao, donde se encuentran los servicios de urgencias y análisis clínicos. Cuenta con más de 50 médicos especialistas, 5 quirófanos y avanzadas tecnologías de pruebas y diagnóstico, además de otras instalaciones como un laboratorio de análisis y un salón de actos.
Fue el primer centro sanitario privado de Pontevedra en disponer de respirador artificial y en contar con TAC, resonancia magnética o quirófanos "inteligentes".
El hospital tiene un convenio con el Servicio Gallego de Salud (Sergas) como hospital autorizado para el traslado de pacientes. Este centro recibe pacientes víctimas de accidentes laborales y de tráfico.
En octubre de 2024 el Hospital Quirónsalud Miguel Domínguez fue uno de los tres hospitales Quirónsalud de Galicia en los que se implantó un sistema pionero para interpretar y transcribir la conversación entre médico y paciente.

## Galería de imágnes

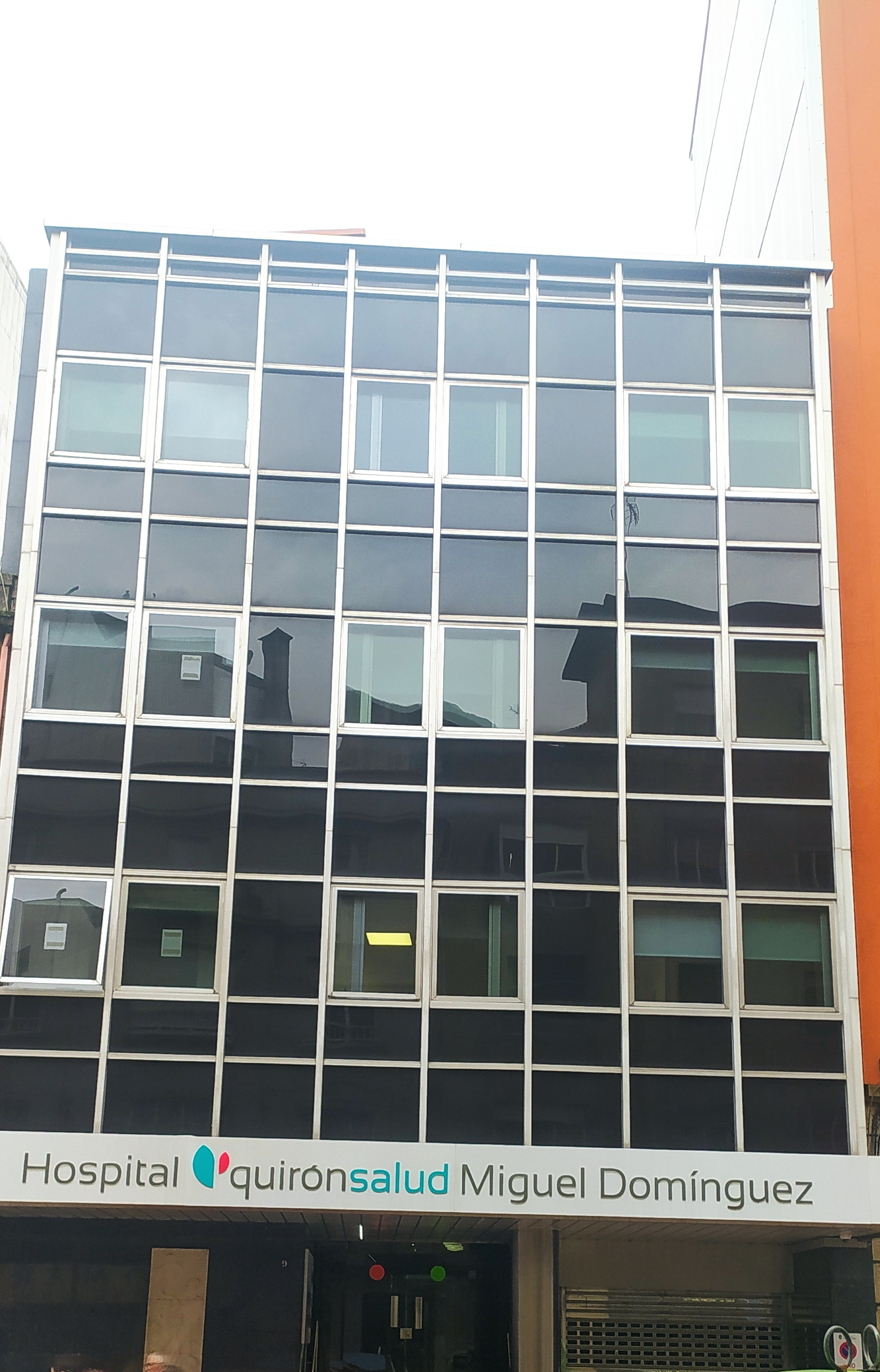
Fachada delantera del hospital en la calle Frei Xoán de Navarrete
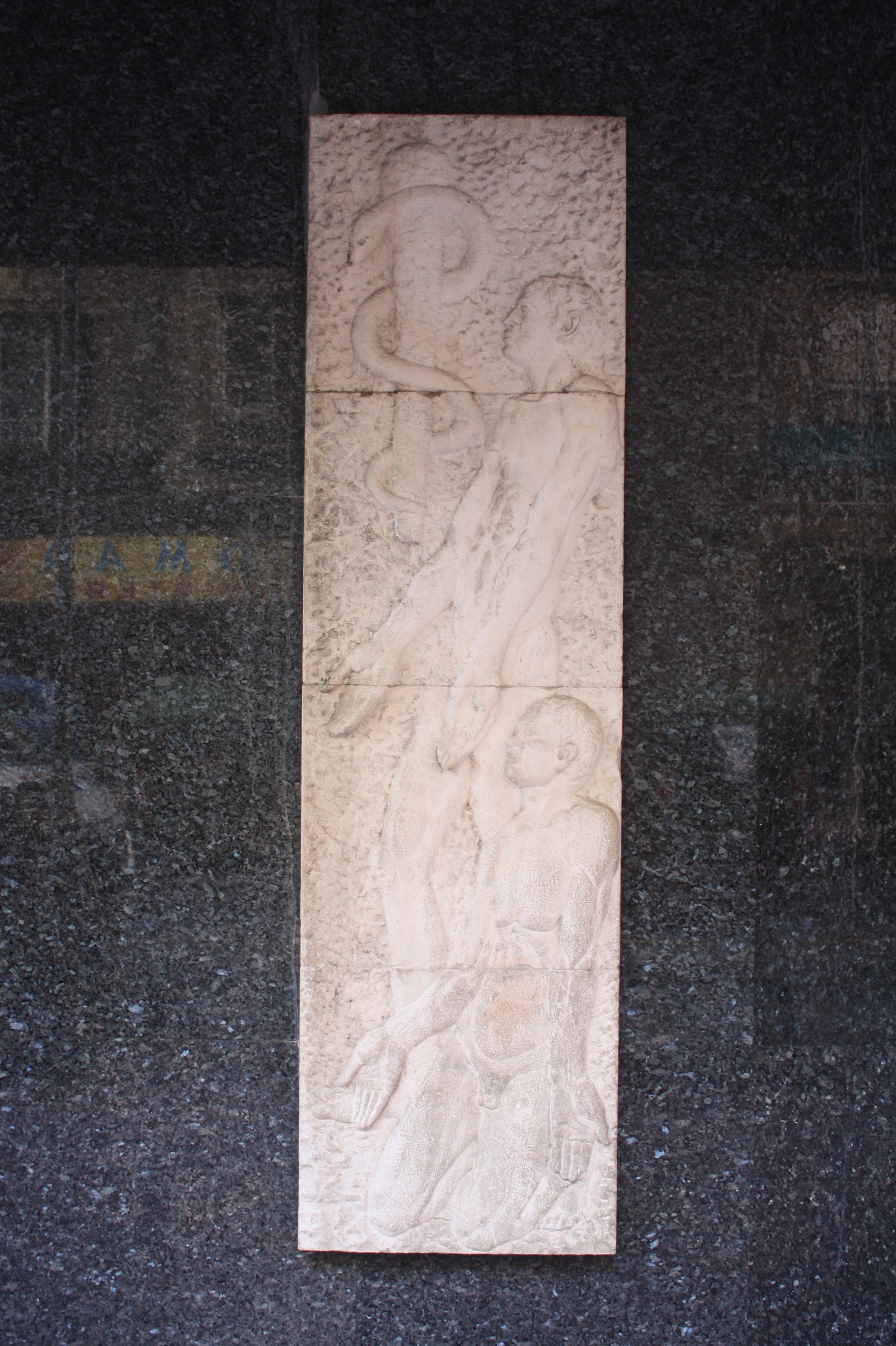
Relieve representando la medicina en la entrada sur del hospital, del escultor Lucas Míguez
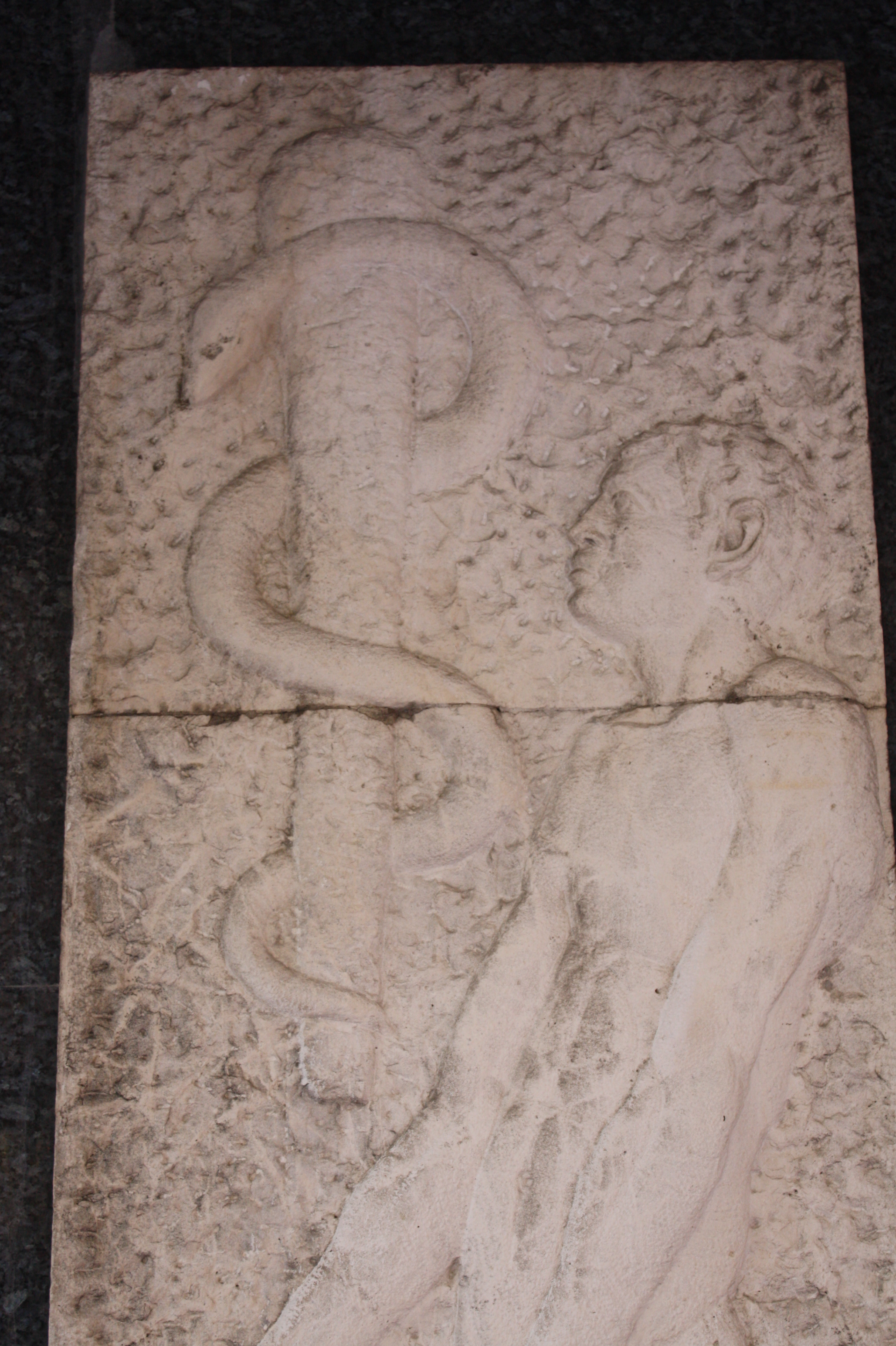
Detalle del relieve en la entrada en la calle Frei Xoán de Navarrete
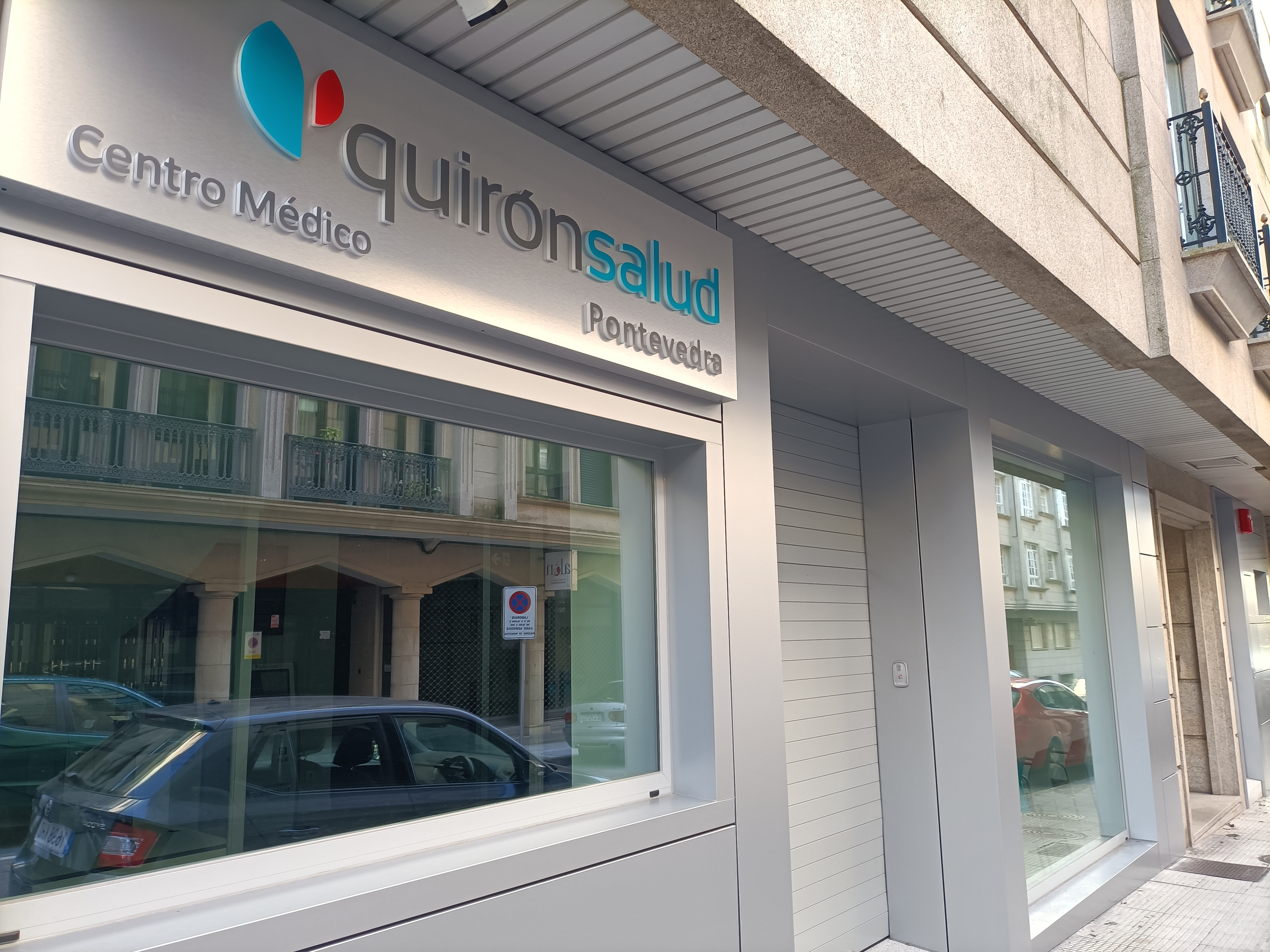
Centro Médico en la calle San Pedro de Alcántara